# Kámaháza
 Kámaháza (szlovénül: Kamovci) szlovéniai magyarok lakta falu Szlovéniában a Muravidéken. Közigazgatásilag Lendva községhez tartozik.

## Fekvése
Muraszombattól 20 km-re keletre, Lendvától 9 km-re északnyugatra a Bukovnica-patak bal partján, közvetlenül a magyar határ mellett fekszik. A falutól keletre folyik a Határ-patak.

## Története
A település első írásos említése 1435-ben még "Cozmahaza" néven történt. 1449-ben "Poss. Kozmahaza" néven szerepel. Az alsólendvai uradalom részeként még 1323-ban az alsólendvai Bánffy családból való alsó-lendvai Bánffy Miklósnak adta birtokba Károly Róbert király. 1644-ig a család kihalásáig volt a Bánffyak birtoka. Ezután a Nádasdy család birtoka lett. 1690- ben Eszterházy nádor több más valaha Bánffy-birtokkal együtt megvásárolta. Ezután végig a család birtoka maradt.
Vályi András szerint " KÁMÁNHÁZA. vagy Kamaháza. Elegyes magyar falu Szala Várm. földes Ura H. Eszterházy Uraság, lakosai katolikusok, fekszik Alsó 274Lendvához 1 mértföldnyire, Eleknek filiája, határja meglehetős termékenységű."
Fényes Elek szerint " Kamaháza, magyar falu, Zala vmegyében, az alsó-lendvai uradalomban: 96 kath. lak."
1910-ben 150, túlnyomórészt magyar lakosa volt.
Közigazgatásilag Zala vármegye Alsólendvai járásának része volt. 1919-ben a Szerb–Horvát–Szlovén Királysághoz csatolták, ami tíz évvel később vette fel a Jugoszlávia nevet. 1941-ben a Muramentét a magyar hadsereg visszafoglalta és 1945-ig ismét Magyarország része volt, majd a második világháború befejezése után végleg jugoszláv kézbe került. 1991 óta a független Szlovén Köztársaság része. 2002-ben 113 lakosa volt.

## Nevezetességei
A falu fa haranglába a 19. század utolsó negyedében épült.